# Miejsca Święte
Miejsca Święte – miesięcznik poświęcony ruchowi pielgrzymkowemu oraz sanktuariom Polski i świata. Powstał w 1997 z przekształcenia czasopisma Królowa Apostołów. Był wydawany do 2011.
W miesięczniku można było znaleźć informacje m.in. o dziedzictwie materialnym chrześcijaństwa w Polsce i na świecie, postaciach świętych, współczesnej sytuacji Kościoła w różnych krajach.